# Gerbilliscus nigricaudus
Gerbilliscus nigricaudus és una espècie de mamífer rosegador de la família dels múrids. Viu a altituds d'entre 0 i 1.500 msnm a Etiòpia, Kenya, Somàlia i Tanzània. Els seus hàbitats naturals són les sabanes seques, els boscos oberts secs i els camps de conreu. És una espècie en risc mínim, és a dir, no sembla que hi hagi cap amenaça significativa per a la seva supervivència. El seu nom específic, nigricaudus, significa ‘cuanegre’ en llatí.